# Josephine the mouse singer
Josephine the Mouse singer is een Cupdisc van Tangerine Dream. Het is na The castle hun tweede album met een titel die verwijst naar het werk van Franz Kafka. Deze keer is "Jozefine, de zangeres of Het muizenvolk" (originele titel: Josefine, die Sängerin oder Das Volk der Mäuse) aan de beurt. De cupdics werd uitgegeven ter gelegenheid van hun (voorlopige) afscheidstournee in 2014.

## Musici
- Edgar Froese – synthesizers, elektronica

## Muziek
| Nr. | Titel                                       | Duur |
| --- | ------------------------------------------- | ---- |
| 1.  | The four white wooden horses (Edgar Froese) | 6:08 |
| 2.  | The bleeding angel (Edgar Froese)           | 4:00 |
| 3.  | Center of now (Edgar Froese)                | 6:33 |
| 4.  | Josphine the mouse singer (Edgar Froese)    | 8:28 |
| 5.  | Arcangelo Corelli’s La Folia (Edgar Froese) | 7:39 |

CD1: Das romantische Opfer ·
CD2: Fallen Angels ·
CD3: Choice ·
CD4: Flame ·
CD5: A Cage in Search of a Bird ·
CD6: Zeitgeist EP ·
CD7: The Gate of Saturn ·
CD8: Mona da Vinci ·
CD9: Machu Picchu ·
CD10: Josephine the mouse singer ·
CD11: Mala Kunia ·
CD12: Quantum key